# 第4空軍 (アメリカ軍)
第4空軍(Fourth Air Force)はアメリカ空軍・空軍予備役軍団(AFRC)に属する航空軍の一つ。航空機動軍団向けの予備役部隊であり、司令部はカリフォルニア州マーチ空軍予備役基地に置かれている。また、予備役部隊であることから、司令官職についても予備役軍人が充てられており、現在は予備役少将のポストである。

## 概要
航空機動軍団向けの予備役部隊であり、輸送機・空中給油機など訓練・運用している。11個航空団・2個群が主力であり、アメリカ各地の基地に展開している。
第4空軍は南西航空地区隊(Southwest Air District)を改編して1940年12月18日にアメリカ陸軍航空隊の部隊として設立された。当初の任務はアメリカ合衆国本土南西部の防空であった。後に訓練部隊としての任務も課せられている。
1946年からは防空軍団(Air Defense Command)の傘下で防空任務に就いた。上級部隊は1948年に大陸航空軍団となったものの、引き続き1960年まで防空任務に就いていた。
1960年以降は編成解除の状態にあり、1966年に航空宇宙防衛軍団下で防空部隊として再編成されたが、これも1969年に編成解除された。
予備役部隊として1976年10月8日に再編成され今日に至っている。

## 主要部隊
- 第349航空機動航空団(349th Air Mobility Wing)：カリフォルニア州トラヴィス空軍基地
- 第433空輸航空団(433rd Airlift Wing)：テキサス州 ラックランド空軍基地
- 第434空中給油航空団(434th Air Refueling Wing)：インディアナ州 グリソム空軍基地
- 第445空輸航空団(445th Airlift Wing)：オハイオ州 ライト・パターソン空軍基地
- 第446空輸航空団(446th Airlift Wing)：ワシントン州 マッコード空軍基地
- 第452航空機動航空団(452nd Air Mobility Wing)：カリフォルニア州 マーチ空軍予備役基地
- 第459空中給油航空団(459th Air Refueling Wing)：メリーランド州 アンドルーズ空軍基地
- 第507空中給油航空団(507th Air Refueling Wing)：オクラホマ州 ティンカー空軍基地
- 第624地域支援群(624th Regional Support Group)：ハワイ州ヒッカム空軍基地
- 第916空中給油航空団(916th Air Refueling Wing)：ノースカロライナ州 シーモア・ジョンソン空軍基地
- 第927空中給油航空団(927th Air Refueling Wing)：フロリダ州 マクディール空軍基地
- 第931空中給油群(931st Air Refueling Group)：カンザス州 マッコーネル空軍基地
- 第932空輸航空団(932nd Airlift Wing)：イリノイ州 スコット空軍基地